# Regionalwahlen in Italien 2005
Die Regionalwahlen in Italien 2005 fanden  in vierzehn Regionen mit Normalstatut statt. Die Wahlen wurden am 3. und 4. April und in der Region  Basilikata am 17. und 18. April durchgeführt.

## Zusammenfassung der Ergebnisse
| Region                    | Mitte-links                  | Mitte-rechts              | Sonstige | Präsident vor der Wahl                |
| ------------------------- | ---------------------------- | ------------------------- | -------- | ------------------------------------- |
| Piemont → Ergebnis        | Mercedes Bresso 50,9 %       | Enzo Ghigo 47,0 %         | 2,0 %    | Enzo Ghigo (Mitte-rechts)             |
| Lombardei → Ergebnis      | Riccardo Sarfatti 43,2 %     | Roberto Formigoni 53,9 %  | 3,0 %    | Roberto Formigoni (Mitte-rechts)      |
| Venetien → Ergebnis       | Massimo Carraro 42,3 %       | Giancarlo Galan 50,6 %    | 7,1 %    | Giancarlo Galan (Mitte-rechts)        |
| Ligurien → Ergebnis       | Claudio Burlando 52,6 %      | Sandro Biasotti 46,6 %    | 0,8 %    | Sandro Biasotti (Mitte-rechts)        |
| Emilia-Romagna → Ergebnis | Vasco Errani 62,7 %          | Carlo Monaco 35,2 %       | 2,1 %    | Vasco Errani (Mitte-links)            |
| Toskana → Ergebnis        | Claudio Martini 57,4 %       | Alessandro Antichi 32,8 % | 9,8 %    | Claudio Martini (Mitte-links)         |
| Umbrien → Ergebnis        | Maria Rita Lorenzetti 63,0 % | Pietro Laffranco 33,6 %   | 3,4 %    | Maria Rita Lorenzetti (Mitte-links)   |
| Marken → Ergebnis         | Gian Mario Spacca 57,8 %     | Francesco Massi 38,5 %    | 3,7 %    | Vito D’Ambrosio (Mitte-links)         |
| Latium → Ergebnis         | Piero Marrazzo 50,7 %        | Francesco Storace 47,4 %  | 1,9 %    | Francesco Storace (Mitte-rechts)      |
| Abruzzen → Ergebnis       | Ottaviano Del Turco 58,2 %   | Giovanni Pace 40,6 %      | 1,1 %    | Giovanni Pace (Mitte-rechts)          |
| Kampanien → Ergebnis      | Antonio Bassolino 61,6 %     | Italo Bocchino 34,4 %     | 4,1 %    | Antonio Bassolino (Mitte-links)       |
| Apulien → Ergebnis        | Nichi Vendola 49,8 %         | Raffaele Fitto 49,2 %     | 0,9 %    | Raffaele Fitto (Mitte-rechts)         |
| Basilikata → Ergebnis     | Vito De Filippo 67,0 %       | Cosimo Latronico 28,8 %   | 4,2 %    | Filippo Bubbico (Mitte-links)         |
| Kalabrien → Ergebnis      | Agazio Loiero 59,0 %         | Sergio Abramo 39,7 %      | 1,3 %    | Giuseppe Chiaravalloti (Mitte-rechts) |